# Hans Himpe
Hans Joachim Kurt Himpe (* 18. November 1899 in Berlin; † 31. Dezember 1982 in Aachen) war ein deutscher SS-Führer.

## Leben

### Frühes Leben
Nach dem Besuch der Volksschule wurde Himpe seit 1909 an den Kadettenanstalten Wahlstatt und Lichterfelde ausgebildet. Nach der Auflösung der zuletzt genannten im Jahr 1918 beteiligte er sich von 1919 bis 1920 an Kämpfen des Freiwilligen Landesjägerkorps bzw. des Freikorps Schlesien. Um kommunistische Aufstände in Berlin und im Ruhrgebiet niederzuschlagen, schloss er sich mit dem Freikorps Schlesien der Reichswehr an, in der er zum Vizefeldwebel befördert wurde und in den nachfolgenden Jahren bis zum Oberleutnant avancierte. 
Ende 1929 trat Himpe aus der Reichswehr aus, um sich der Fliegerei zuzuwenden. Nachdem er den Flugschein und den Kunstfliegerschein erworben hatte, kam er aufgrund einer Bewerbung im Jahr 1932 nach Kolumbien, wo er als Flieger an Kämpfen gegen Peru teilnahm.

### Zeit des Nationalsozialismus
1933 kehrte Himpe, der sich bereits zum 1. Februar 1932 der NSDAP (Mitgliedsnummer 911.702) und zu der Zeit auch der SS (Mitgliedsnummer 26.854) angeschlossen hatte, nach Deutschland zurück. Nominell übernahm er zum 8. Dezember 1932 als SS-Obersturmbannführer die Führung der 8. SS-Standarte in Hirschberg. Dort ließ Himpe am 1. Juli 1934 auf Befehl des SS-Standartenführers in Görlitz, Richard Hildebrandt, die drei Hirschberger Juden Kurt Charig, Walter Förster und Alexander Zweig sowie Zweigs Ehefrau von den ihm zur Verfügung stehenden SS-Leuten verhaften und unter dem Vorwand, sie hätten zu fliehen versucht, auf einer Landstraße außerhalb der Stadt hinterrücks erschießen.
Zum 1. September 1934 gab Himpe die Führung der 8. SS-Standarte ab, um stattdessen im Rang eines SS-Standartenführers die Führung der 25. SS-Standarte „Ruhr“ in Essen zu übernehmen, die er neunzehn Monate lang, bis zum 1. April 1936, beibehielt. Zum 1. April 1936 wurde Himpe mit der Führung des SS-Abschnitts XXXIII in Schwerin beauftragt und dorthin versetzt. Kurz zuvor hatte er sich noch bei der Reichstagswahl am 29. März 1936 für ein Mandat im – politisch einflusslos gewordenen – Reichstag beworben. Die Quellen widersprechen einander hinsichtlich der Frage, ob seine Kandidatur erfolgreich oder erfolglos war: Während Klee angibt, dass Himpe nicht in das Parlament gewählt wurde, legen Unterlagen in einer Prozessakte (siehe unten) aus dem Jahr 1936 nahe, dass er zwar zunächst ein Mandat gewinnen konnte, jedoch niemals einen Sitz als Abgeordneter im Reichstag einnahm, da das Mandat ihm bereits vor dem Zusammentritt des Parlamentes aufgrund eines gegen ihn eingeleiteten Strafverfahrens entzogen worden war.
Nachdem im Frühjahr 1936 im Zusammenhang mit polizeilichen Ermittlungen festgestellt wurde, dass Himpe in Essen homosexuelle Kontakte zu einem jungen Mann unterhalten hatte, wurde er durch Verfügung des SS-Chefs Himmler vom 21. April 1936 zum SS-Mann degradiert und wegen „widernatürlicher Unzucht“ aus der SS ausgestoßen. Ebenfalls am 21. April wurde er der Führung des SS-Abschnitts XXXIII enthoben, der am 22. April ersatzweise dem Standartenführer Rudolf Lohse übertragen wurde. Außer aus der SS wurde er auch aus der NSDAP und allen ihren Gliederungen ausgeschlossen und auf die „Schwarze Liste“ der Partei gesetzt, um einen möglichen Wiedereintritt zu verhindern.
In einem Zivilverfahren wurde Himpe am 10. August 1936 von der Strafkammer beim Landgericht Essen zu einer Gefängnisstrafe von einem Jahr verurteilt, die er im Strafgefängnis Bochum verbüßte. Nach dem Ende seiner Haftzeit wurde Himpe in Schutzhaft genommen und siebzehn Monate lang im KZ Sachsenhausen festgehalten.

### Nachkriegszeit
Nach dem Zweiten Weltkrieg wurde Himpe im Zusammenhang mit der Ermordung der Hirschberger Bürger im Jahr 1934 durch das Schwurgericht Berlin der Beihilfe zum vierfachen Mord für schuldig befunden. 1954 wurde er deswegen zu einer zehnjährigen Zuchthausstrafe verurteilt, die durch Urteil vom 12. September 1955 auf sechs Jahre reduziert wurde. Danach fungierte er als Geschäftsführer des Vereins Stille Hilfe für Kriegsgefangene und Internierte.